# Ben Aaronovitch
Ben Aaronovitch, né le 22 février 1964 dans le borough londonien de Camden à Londres, est un scénariste et écrivain britannique. Il est principalement connu pour ses scénarios pour la télévision ainsi que pour sa série de romans Le Dernier Apprenti Sorcier.

## Biographie

### Enfance
Né en 1964, Ben Aaronovitch est le fils de l'économiste Sam Aaronovitch, un des membres du parti communiste de Grande-Bretagne. Il fait ses études à la Holloway School à Londres.

### Scénarios de télévision
Débutant en 1987 comme scénariste sur la série Doctor Who qui recherchait de nouveaux scénaristes, il écrit alors le scénario de deux épisodes « Remembrance of the Daleks » en 1988 et « Battlefield » en 1989 avec Sylvester McCoy dans le rôle du Docteur. Il écrit aussi la novélisation de "Remembrance of the Daleks."
Il écrit ensuite un épisode de la série Casualty en 1990 ainsi que quelques épisodes de la série Jupiter Moon en 1990 et 1996.

### Romans
En 1989, la série Doctor Who ayant été arrêtée par la BBC, la maison d'édition Virgin Books se tourne vers d'ancien scénaristes de la série afin d'écrire un ensemble de romans s'intitulant New Adventures et mettant en scène le Docteur après l'arrêt de la série. Il y crée le personnage de Kadiatu Lethbridge-Stewart, la fille adoptive du Brigadier Lethbridge-Stewart qui devient un personnage régulier. Il écrit aussi un roman et plusieurs nouvelles pour les productions Big Finish mettant en scène le personnage de Bernice Summerfield.
En 2011, il entame un projet de nouvelles mélangeant fantastique et enquête, nommées Le Dernier Apprenti Sorcier (Rivers of London). Douze tomes, parmi lesquels trois courts romans, sont parus en Angleterre, dont seulement 6 ont été traduits en français par les éditions J'ai lu dans la collection Nouveaux Millénaires.

### Scénarios de radio
Pour la compagnie Big Finish, Aaronovitch co-écrit un épisode de Doctor Who en format audiophonique avec Andrew Cartmel Earth Aid en 2011, ainsi que plusieurs pièces audio dérivées de la série Blake's 7 en 2007 et 2008.

## Vie privée
Ben Aaronovitch est le frère de l'acteur Owen Aaronovitch et du journaliste David Aaronovitch.

## Œuvres littéraires

### Novelisations deDoctor Who
- (en) Remembrance of the Daleks, 1990

### SérieVirgin New Adventures(Doctor Who)
- (en) Transit, 1992
- (en) The Also People, 1995
- (en) So Vile a Sin, 1997Écrit avec Kate Orman.

### SérieLe Dernier Apprenti Sorcier
1. Les Rivières de Londres, J'ai lu, coll. « Nouveaux Millénaires », 2012 ((en) Rivers of London, Gollancz Books, 2011), trad. Benoît Domis, 380 p.  (ISBN 978-2-290-04036-2)Réédition, J'ai lu, coll. « Fantastique » no 10450, 2014, 413 p. (ISBN 978-2-290-04041-6)
2. Magie noire à Soho, J'ai lu, coll. « Nouveaux Millénaires », 2012 ((en) Moon Over Soho, Gollancz Books, 2011), trad. Benoît Domis, 377 p.  (ISBN 978-2-290-04040-9)Réédition, J'ai lu, coll. « Fantastique » no 10686, 2014, 407 p. (ISBN 978-2-290-04039-3)
3. Murmures souterrains, J'ai lu, coll. « Nouveaux Millénaires », 2013 ((en) Whispers Under Ground, Gollancz Books, 2012), trad. Benoît Domis, 413 p.  (ISBN 978-2-290-04037-9)Réédition, J'ai lu, coll. « Fantastique » no 10836, 2014, 441 p. (ISBN 978-2-290-04038-6)
4. Le Rêve de l’architecte, J'ai lu, coll. « Nouveaux Millénaires », 2014 ((en) Broken Homes, Gollancz Books, 2013), trad. Benoît Domis, 384 p.  (ISBN 978-2-290-07569-2)Réédition, J'ai lu, coll. « Fantastique » no 10984, 2015, 379 p. (ISBN 978-2-290-08106-8)
5. Les Disparues de Rushpool, J'ai lu, coll. « Nouveaux Millénaires », 2015 ((en) Foxglove Summer, Gollancz Books, 2014), trad. Benoît Domis, 381 p.  (ISBN 978-2-290-08105-1)Réédition, J'ai lu, coll. « Fantastique » no 11519, 2016, 445 p. (ISBN 978-2-290-08107-5)

5,1 (en) What Abigail Did That Summer, Gollancz Books, 2021
5,5 Peur sur la ligne, J'ai lu, coll. « Nouveaux Millénaires », 2018 ((en) The Furthest Station, Gollancz Books, 2017), trad. Benoît Domis, 160 p.  (ISBN 978-2-290-15548-6)
1. L'Arbre des pendus, J'ai lu, coll. « Nouveaux Millénaires », 2018 ((en) The Hanging Tree, Gollancz Books, 2016), trad. Benoît Domis, 376 p. (ISBN 978-2-290-15547-9)Réédition, J'ai lu, coll. « Fantastique » no 12856, 2020, 448 p. (ISBN 978-2-290-17286-5)
2. (en) Lies Sleeping, Gollancz Books, 2018

7,5. (en) The October Man, Gollancz Books, 2019
1. (en) False Value, Gollancz Books, 2020
2. (en) Amongst our Weapons, Gollancz Books, 2022
3. (en) Stone & Sky, 2025

### Romans indépendants
- (en) Genius Loci, 2006

## Filmographie

### Comme scénariste
- 1988 : Doctor Who (série télévisée) : (épisode « Remembrance of the Daleks »)
- 1989 : Doctor Who (série télévisée) : (épisode « Battlefield »)
- 1990 : Casualty (série télévisée) : 1 épisode
- 1990 et 1996 : Jupiter Moon (série télévisée) : 10 épisodes
- 1990 : Dark Knight (série télévisée) : 1 épisode